# Jasnyj
Jasnyj (in russo Я́сный?) è una città di circa 16.000 abitanti dell'oblast' di Orenburg, nella Russia europea sudorientale. È il capoluogo del rajon Jasnenskij, pur essendone amministrativamente autonoma.